# 104 (szám)
A 104 (száznégy) a 103 és 105 között található természetes szám.
A 105-tel Ruth–Aaron-párt alkot.
Primitív áltökéletes szám.

## A tudományban
- A periódusos rendszer 104. eleme a raderfordium.

## Egyéb használatai
Magyarország és Kuba területén a mentők hívószáma a 104-es segélyhívó

## A szám a kultúrában
Bertha Bulcsu egyik novellájának címe: Száznégy fenyőfa.